# Den tredje lyckan
Den tredje lyckan är en svensk TV-serie med premiär 22 oktober 1983, skriven och regisserad av Marianne Ahrne. Serien består av sex halvtimmeslånga avsnitt och den sändes i repris 1989. Ahrne publicerade även en bok baserad på TV-manuset, då med hjälp av Barbara Vodaková. 
Ur beskrivningen hos Myndigheten för tillgängliga medier:
Tre hästintresserade tonårsflickor, Magga, Maria och Magdalena, förälskar sig alla i sin nye ridlärare. Han väljer Maria, vilket särskilt smärtar den moderlösa Magdalena. Många hästbeskrivningar.

## Rollista i urval
- Anna Håkansson - Maria Fransson
- Tove Matthis - Margareta "Magga" Fransson
- Kim Melander - Magdalena Ramström
- Thomas Antoni - Thomas, ridlärare och polis
- Mathias Henrikson - Magdalenas far
- Lilga Kovanko - Anja, Magdalenas fars nya kvinna
- Marie Göranzon - Magdalenas döda mor i återblickar
- Lis Nilheim - Kerstin Fransson, Marias och Margaretas mor
- Nils Eklund - Bertil Fransson, Marias och Margaretas far
- Iwa Boman - Kicki
- Birger Malmsten - tävlingsledaren
- Torsten Wahlund - biologiläraren
- Anders Ekborg - raggare
- Dora Carlsten - dam med hund
- Anders Nyström - flyttgubbe
- Helge Skoog - polischefen